# چیهیرو یاماموتو
چیهیرو یاماموتو (انگلیسی: Chihiro Yamamoto؛ زادهٔ ۲۹ اوت ۱۹۹۶) بازیگر اهل ژاپن است. وی از سال ۲۰۱۴ میلادی تاکنون مشغول فعالیت بوده‌است.